# ハンナ・ヘッヒ
ハンナ・ヘッヒ（Hannah Höch, 1889年11月1日 - 1978年5月31日）は、ドイツのベルリンで活躍したダダイストの芸術家。ハンナ・ヘーヒ、ハナ・ヘーヒなどと記載されることもある。

## 概要
ヴァイマル共和政時代に、奇妙なイメージをかもし出す、多くの油彩やフォトモンタージュ作品を制作した。その多くは、人体を解体して入れ換えたり、人体の一部を他のもので置き換えたりする作品である。
ヘッヒの作品は、エネルギッシュでプロフェッショナルで両性具有的で、男と同じ立場を進んで受容しようとする「新しい女 (New Woman)」という概念の寓話や、二項性を解体することを意図していた。ここにおける彼女の興味は、人間がいかに社会的役割を構成するかとともに、いかに二項性が構成されるかを見ることにあった[要出典]。
ヘッヒ作品の他の主題としては両性具有、政治的言説、ジェンダー・ロールの移行などでにある。これら主題はすべてヘッヒ作品をめぐるフェミニストの言説を相互的に生み出してきたが、ヴァイマル時代のドイツとともに今日の女性の作因や開放を鼓舞するものとなっている[要出典]。
フォトモンタージュの技法の創始者は諸説あるが、1918年の夏に、恋人だったダダイストのラウル・ハウスマンと共に創始したといわれている。

## 日本における主要展覧会
ハンナ・ヘーヒ展／伊丹市立美術館／2003年4月12日 - 5月25日

## 主要文献
- The Photomontages of Hannah Höch, Carolyn Lanchner, Peter Boswell, Walker Art Center, 1996
- Hannah Höch: Bilderbuch, Gunda Luyken, The Green Box Kunstedition, 2008, ISBN 3908175356, ISBN 978-3908175353
- Hannah Höch: Album, Gunda Luyken, Hatje Cantz, 2004, ISBN 3775714278, ISBN 978-3775714273
- Cut with the Kitchen Knife: The Weimar Photomontages of Hannah Höch, Maud Lavin, Yale University Press, 1993, ISBN 0300047665, ISBN 978-0300047660
- 上記伊丹市立美術館の「ハンナ・ヘーヒ」展の展覧会カタログ
- ダダ・ナチ　ドイツ・悲劇の誕生（全3巻、1913-1920、1920-1925、1926-1932）（平井正・せりか書房・1993年～1994年）